# Karl Oettinger (Chemiker)
Karl Öttinger (* 8. Februar 1868 in Wien; † 1. November 1930) war ein österreichischer Chemiker und Hochschullehrer.

## Leben
Er studierte Chemie an der Universität Wien und wurde an der dortigen philosophischen Fakultät am 29. November 1895 zum Dr. phil. promoviert.
Im Jahr 1894 wurde Oettinger als Aushilfsassistent am I. Chemischen Laboratorium der Universität Wien unter Laborvorsteher Hugo Weidel genannt. Bald darauf erhielt er 1895 an der Technischen Hochschule Wien eine Anstellung als Assistent von Hugo von Perger, als dieser dort den Lehrstuhl für die chemische Technologie organischer Stoffe übernahm. Nach fünf Jahren wurde Oettinger im Herbst 1900 zum Adjunkten des Lehrstuhls befördert. An der TH Wien habilitierte er sich 1914 mit der Schrift Neuere Gerbmaterialien – Ein Beitrag zur Technischen Rohstofflehre und stieg dadurch zum Privatdozenten auf, wobei er einen Lehrauftrag für „technische Warenkunde und Mikroskopie unter besonderer Berücksichtigung der organischen Technologie“ erhielt. In Anerkennung seiner wissenschaftlichen Leistungen ernannte man  ihn schließlich im Frühjahr 1919 zum außerordentlichen Professor. Diese Stelle bekleidete er bis an sein Lebensende.
Karl Oettinger starb am 1. November 1930 im Alter von 61 Jahren.

## Publikationen (Auswahl)
- Über die Umwandlung des Triamidophenols in das 1, 2, 3, 5-Phentetrol. In: Monatshefte für Chemie und verwandte Teile anderer Wissenschaften. Band 16, 1895, S. 248–259.
- Zur Kenntniss der Acetylproducte des Triamidophenols. In: Monatshefte für Chemie und verwandte Teile anderer Wissenschaften. Band 16, 1895, S. 260–265.
- mit Friedrich Buchta: Über das Sojabohnenöl. In: Zeitschrift für angewandte Chemie. Band 24, 1911, S. 828–829.
- Neuere Gerbmaterialien. Ein Beitrag zur technischen Rohstofflehre (Bodenwurzel, Canaigrewurzel, sog. Palmettowurzel, Malettorinde, Persearinde, Mangroverinde, Cajottarinde, Mangueblätter, sog. Cuero-rinde). Deuticke Verlag, Wien, 1914, 95 Seiten.
- Untersuchung neuerer Gerbmaterialien. In: Gerber-Courier. Nr. 31, 1914.
- Ranzig gewordene Öle wieder genußfähig zu machen. In: Die Seife. Band 2, Nr. 31, 1918, S. 3–4.